# Lila Kedrova
Lila Kedrova Howard, född 9 oktober cirka 1918 i Petrograd, Ryssland, död 16 februari 2000 i Sault Ste. Marie i Ontario, Kanada, var en rysk-fransk skådespelare som verkade på teater och inom film. Kedrova medverkade under sin karriär i runt 70 filmer, bland annat Alfred Hitchcocks En läcka i ridån (1966) och kom att förknippas med rollen som den döende Madame Hortense i Zorba (1964).
Lila Kedrovas far var sångare och dirigent för Kedroff Quartet och hennes mor var en del av Mariinskijteatern. I samband med Stalins diktatorskap flydde Kedrova tillsammans med sin familj till Paris under 1930-talet. Alla identifikationspapper försvann under resan och hon uppskattade därför i efterhand att hon var född 1918. Hennes familj förväntade sig att hon skulle bli pianist men vid 14 års ålder gick hon med i det resande teatersällskapet Konstnärliga teatern, bestående av ryska emigranter. Mot familjens vilja reste Kedrova till Bryssel med teatersällskapet och det blev startpunkten för hennes karriär som skådespelare.
Vid Oscarsgalan 1965 tilldelades Kedrova priset för Bästa kvinnliga biroll för sin insats i Zorba. Det var hennes första roll på engelska och hon hemlighöll för regissören att hon inte kunde språket. Efter inspelningen var hon inte nöjd med sin insats. 1983 repriserade hon rollen i en uppsättning på Broadway,  vann en Tony Award och turnerade sedan med uppsättningen under flera år.

## Filmografi i urval
- 1955 – Narkotikarazzia
- 1955 – Het ungdom
- 1956 – Människor utan betydelse
- 1956 – Storgatan
- 1959 – Kvinnan och leksaken
- 1964 – Zorba
- 1964 – Storm över Jamaica
- 1966 – En läcka i ridån
- 1970 – Brevet till Kreml
- 1972 – Kärlekens rum
- 1976 – Hyresgästen
- 1977 – Min vilda syster
- 1979 – Stunder av lycka
- 1980 – Berätta din gåta